# Фрибур
Фрибур/Фрајбург (фр. Fribourg, итал. Friburgo) је град у западној Швајцарској. Фрибур/Фрајбург је седиште и највећи град истоименог кантона Фрибур.
Фрибур/Фрајбург је данас познат као један од градова у Швајцарској са мешаним француском-немачким становништвом. Такође, град поседује једно од највећих очуваних средњовековних градских језгара у Швајцарској.

## Природне одлике
Фрибур/Фрајбург се налази у западном делу Швајцарске. Од најближег већег града, Берна град је удаљен 33 км југозападно.
Рељеф: Град Фрибур/Фрајбург је смештен у северном подножју Бернских Алпа, на приближно 610 метара надморске висине. Град се сместио на месту где река Сарин излази из планинског поддрчја јужно у област Швајцарске висоравни северно.
Клима: Клима у Фрибуру/Фрајбургу је умерено континентална са оштријим одликама због надморске висине и окружености Алпима.
Воде: Фрибур/Фрајбург се сместио на гребенима изнад уске долине реке Сарин. Оваква околност даје јединствену слику града са реком са бројним мостовима и видиковцима на реку.

## Историја
Подручје Фрибура/Фрајбурга је било насељено још у време праисторије и Старог Рима, али није имало изразитији значај.
Данашње градско насеље први пут се спомиње 1157. године. Од тада град са околином чинио је полунезависну државицу, од које се временом развио данашњи кантон. Фрибур/Фрајбург је самостално склапао уговоре са околним државама, а највише са Војводством Берн, које је касније преузело заштиту ове малене државе. 1478. године Фрибур/Фрајбург је добио градска права. Током времена реформације град и околина су остали католички, за разлику од околних крајева.
Фрибур/Фрајбург са околином се 1481. године придружио Швајцарској конфедерацији и у таквом положају је остао до данас изузев времена Наполеонових ратова. Од града и околине образован је кантон.
Током 19. века Фрибур/Фрајбург се почиње полако развијати и јачати привредно. Ово благостање се задржало до дан-данас.

## Становништво
2008. године Фрибур/Фрајбург је имао око 34.000 становника. Од тог броја 29% су страни држављани. Међутим, како је град задржао средњовековне границе, градско подручје се ширило преко њих, па данас град са околним предграђима има безмало 100.000 становника.
Језик: Фрибур/Фрајбург је данас познат као град у Швајцарској са мешовитим (француско-немачким) становништвом, па је званично град двојезични. Швајцарски Французи чине већину градског становништва и француски језик преовлађује у граду (63,6%). Удео швајцарских Немаца није занемарљив, они чине значајан део становништва града и немачки језик је такође чест у матерњој употреби (21,2%). Током средњег века они су чини претежан део грађана, али се њихов удео осетно смањио током раста града у протекла два века. Међутим, градско становништво је током протеклих неколико деценија постало веома шаролико, па се на улицама града чују бројни други језици. Тако се данас ту могу чути и италијански и српскохрватски језик.
Вероисповест: Месно становништво је од давнина било римокатоличко и Фрибур/Фрајбург се и данас сматра једним од „упоришта“ римокатолицизма у Швајцарској. Међутим, последњих деценија у граду се знатно повећао удео других вера. И данас су грађани већином римокатолици (69%), али ту живе и мањински протестанти (9%), атеисти (8%), муслимани и православци.

## Привреда
Фрибур/Фрајбург је познат по развијеној индустрији пива и презизних инструмената. Последњих деценија туризам је постао веома важна привредна грана.

## Знаменитости града
Град Фрибур/Фрајбург је важно туристичко одредиште у држави. Поред природних знаменитости везаних за лепоте околних Алпа и алпских језера, ту је добро очувано старо градско језгро, једно од прворазредних у држави. Посебно је привлачан положај града на гребену изнад реке и на веома покренутом терену. Пажњу привлаче Катедрала светог Николе, старе зидине, али и бројне мале улице, које су стрме и кривудаве.

## Галерија слика
- Катедрала св. Николе
- Стара градска кућа
- Градске зидине
- Стрме улице у градском језгру